# Charles Rosa
Charles Rosa (Peabody, 24 de agosto de 1986) é um lutador de artes marciais mistas (MMA) americano, que atualmente luta na categoria peso-pena do UFC.

## Início
Charles Rosa, filho de Chucky e Mary Rosa nasceu e foi criado em Peabody, Massachusetts. O pai, o avô e o tio de Charles foram todos pugilistas profissionais. Charles tinha dois irmãos mais velhos, Domenic e Vincent. Ambos morreram por uma overdose acidental. Ele também tem uma irmã, Teresa, e dois irmãos mais novos, Lucas and Francis. Na adolescência, Rosa jogou futebol, hóquei, lacrosse e também treinou karatê.
Rosa continuou jogando lacrosse na Johnson & Wales University, onde ele se formou em Artes Culinárias. Após se formar na faculdade, Rosa se mudou para a Flórida em busca de um recomeço. Em busca de uma academia de boxe, Rosa encontrou a American Top Team, onde começou a treinar MMA.

## Carreira no MMA

### Ultimate Fighting Championship
Rosa fez sua estreia no UFC como substituto de última hora para enfrentar Dennis Siver em 4 de Outubro de 2014 no UFC Fight Night 53, substituindo o lesionado Robert Whiteford. Rosa perdeu a luta por decisão unânime. Ambos lutadores receberam o bônus de “Luta da Noite”.
Rosa enfrentou Sean Soriano em 18 de Janeiro de 2015, no UFC Fight Night 59. Rosa venceu por finalização no terceiro round.
Rosa enfrentou Yair Rodríguez em 13 de junho de 2015 no UFC 188: Velasquez vs. Werdum. Ele perdeu por decisão dividida.  Apesar da derrota, Rosa também recebeu o bônus de “Luta da Noite”.
Rosa enfrentou Kyle Bochniak em 17 de Janeiro de 2016 no UFC Fight Night: Dillashaw vs. Cruz. Rosa venceu a luta por decisão unânime.
Rosa enfrentou Shane Burgos em 8 de Abril de 2017 no UFC 210: Cormier vs. Johnson 2. Ele perdeu por nocaute técnico no terceiro round.
Após 30 meses afastado do octógono devido a uma lesão no pescoço, Rosa retornou para enfrentar Manny Bermudez em 18 de Outubro de 2019 no UFC on ESPN: Reyes vs. Weidman. Ele venceu por finalização no primeiro round.

## Cartel no MMA
| Cartel no MMA   |             |            |
| 22 lutas        | 14 vitórias | 8 derrotas |
| Por nocaute     | 3           | 1          |
| Por finalização | 8           | 0          |
| Por decisão     | 3           | 7          |

| Res.    | Cartel | Oponente             | Método                               | Evento                                | Data       | Round | Tempo | Local                        | Notas                          |
| ------- | ------ | -------------------- | ------------------------------------ | ------------------------------------- | ---------- | ----- | ----- | ---------------------------- | ------------------------------ |
| Derrota | 14-8   | Nathaniel Wood       | Decisão (unânime)                    | UFC Fight Night: Blaydes vs. Aspinall | 23/07/2022 | 3     | 5:00  | Londres                      |                                |
| Derrota | 14-7   | TJ Brown             | Decisão (unânime)                    | UFC on ESPN: Kattar vs. Chikadze      | 15/01/2022 | 3     | 5:00  | Las Vegas, Nevada            | Luta nos Leves.                |
| Derrota | 14–6   | Damon Jackson        | Decisão (unânime)                    | UFC Fight Night: Dern vs. Rodriguez   | 08/10/2021 | 3     | 5:00  | Las Vegas, Nevada            |                                |
| Vitória | 14-5   | Justin Jaynes        | Decisão (dividida)                   | UFC Fight Night: Gane vs. Volkov      | 26/06/2021 | 3     | 5:00  | Las Vegas, Nevada            |                                |
| Derrota | 13-5   | Darrick Minner       | Decisão (unânime)                    | UFC Fight Night: Blaydes vs. Lewis    | 20/02/2021 | 3     | 5:00  | Las Vegas, Nevada            |                                |
| Vitória | 13-4   | Kevin Aguilar        | Decisão (dividida)                   | UFC Fight Night: Eye vs. Calvillo     | 13/06/2020 | 3     | 5:00  | Las Vegas, Nevada            | Luta nos Leves.                |
| Derrota | 12-4   | Bryce Mitchell       | Decisão (unânime)                    | UFC 249: Ferguson vs. Gaethje         | 09/05/2020 | 3     | 5:00  | Jacksonville, Flórida        |                                |
| Vitória | 12–3   | Manny Bermudez       | Finalização (chave de braço)         | UFC on ESPN: Reyes vs. Weidman        | 18/10/2019 | 1     | 2:46  | Boston, Massachusetts        | Performance da Noite.          |
| Derrota | 11–3   | Shane Burgos         | Nocaute técnico (socos)              | UFC 210: Cormier vs. Johnson 2        | 08/04/2017 | 3     | 1:59  | Buffalo, New York            | Luta da Noite.                 |
| Vitória | 11–2   | Kyle Bochniak        | Decisão (unânime)                    | UFC Fight Night: Dillashaw vs. Cruz   | 17/01//017 | 3     | 5:00  | Boston, Massachusetts        |                                |
| Derrota | 10–2   | Yair Rodríguez       | Decisão (dividida)                   | UFC 188: Velasquez vs. Werdum         | 13/06/2015 | 3     | 5:00  | Cidade do Mexico             | Luta da Noite                  |
| Vitória | 10–1   | Sean Soriano         | Finalização (estrangulamento d'arce) | UFC Fight Night: McGregor vs. Siver   | 18/01/2015 | 3     | 4:43  | Boston, Massachusetts        |                                |
| Derrota | 9–1    | Dennis Siver         | Decisão (unânime)                    | UFC Fight Night: Nelson vs. Story     | 04/10/2014 | 3     | 5:00  | Estocolmo                    | Estreia no UFC; Luta da Noite. |
| Vitória | 9–0    | Jake Constant        | Finalização (chave de braço)         | CES MMA 25                            | 08/08/2014 | 1     | 3:36  | Lincoln, Rhode Island        | Peso Casado (149 lbs).         |
| Vitória | 8–0    | Brylan Van Artsdalen | Finalização (chave de braço)         | CES MMA 22                            | 14/03/2014 | 1     | 3:25  | Lincoln, Rhode Island        | Luta nos Penas.                |
| Vitória | 7–0    | Keith Richardson     | Nocaute técnico (socos)              | Fight Lab 35                          | 08/02/2014 | 2     | 2:08  | Charlotte, Carolina do Norte | Luta nos Leves.                |
| Vitória | 6–0    | Ralph Johnson        | Finalização (anaconda)               | CES MMA 20                            | 06/12/2013 | 1     | 3:03  | Lincoln, Rhode Island        |                                |
| Vitória | 5–0    | Steve McCabe         | Finalização (gravata peruana)        | CES MMA: Rise or Fall                 | 04/10/2013 | 1     | 1:39  | Lincoln, Rhode Island        | Luta nos Leves.                |
| Vitória | 4–0    | Sylvester Murataj    | Nocaute técnico (socos)              | CES MMA: Gold Rush                    | 29/08/2013 | 1     | 0:46  | Lincoln, Rhode Island        | Estreia nos Meio Médios.       |
| Vitória | 3–0    | Aaron Steadman       | Finalização (triângulo)              | CFA 11                                | 24/05/2013 | 1     | 3:26  | Coral Gables, Florida        |                                |
| Vitória | 2–0    | Jason Jones          | Nocaute técnico (socos)              | CFA 9                                 | 19/01/2013 | 1     | 3:52  | Coral Gables, Florida        | Estreia nos Leves.             |
| Vitória | 1–0    | Hauley Tillman       | Finalização (chave de braço)         | CFA 9                                 | 24/08/2012 | 1     | 1:56  | Fort Lauderdale, Florida     | Peso Casado (158 lbs).         |